# 湖南工商大学
湖南工商大学是位于中华人民共和国湖南省长沙市的一所全日制公办普通高等院校，现有南北两个校区，南校区（又称南院或本部）位于岳麓区岳麓大道，北校区（又称北院）位于望城区雷锋大道。现设有19个教学院（部）、60个科研机构。普通全日制在校学生2.1万余人。

## 历史沿革

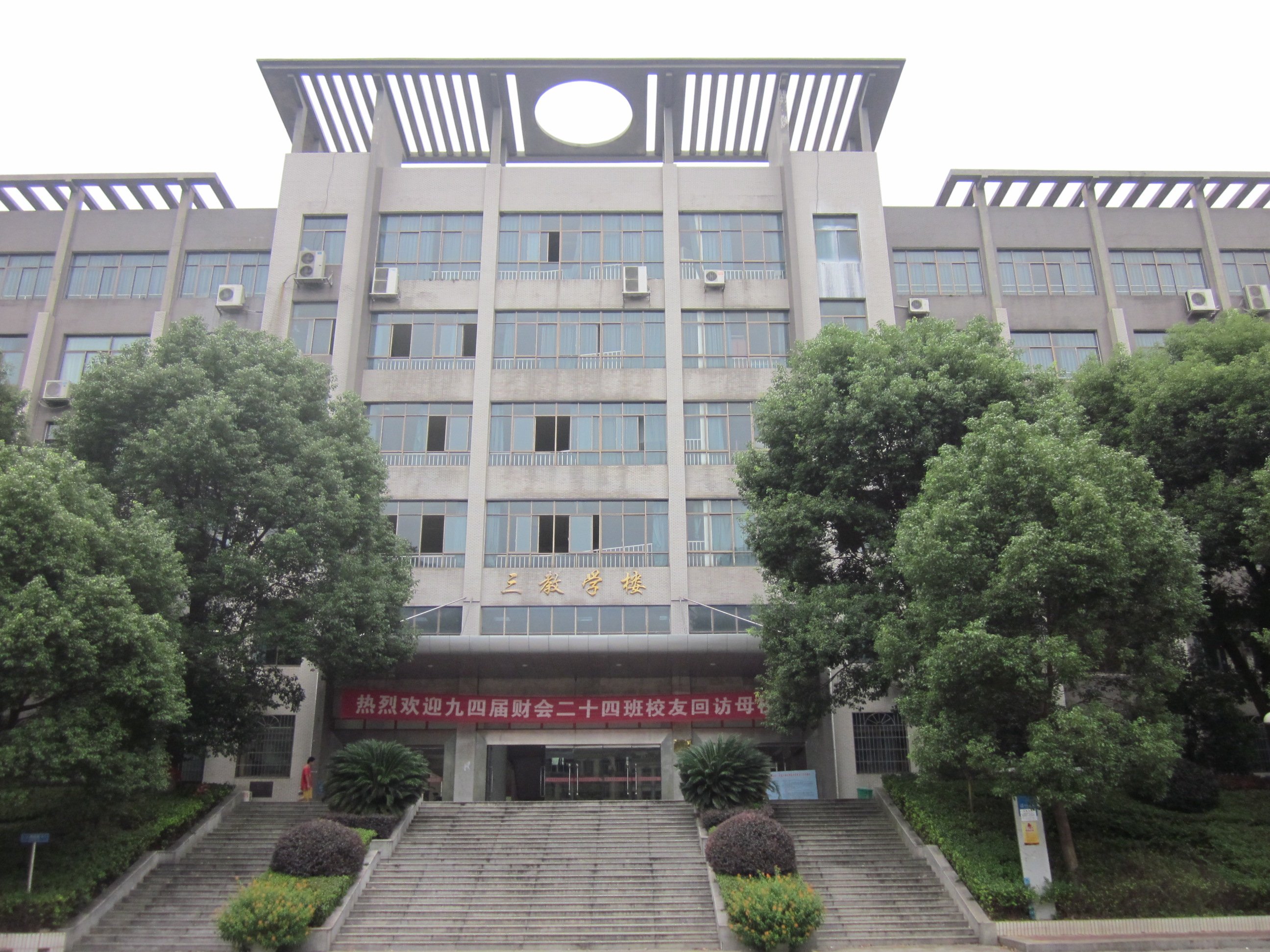
第三教学楼

1949年12月26日，长沙市军管会贸易处干部培训班成立。1958年，五所湖南省的干校合并成湖南财贸干校。1960年，改为湖南财贸学院。1985年，升格为湖南省商业管理干部学院。

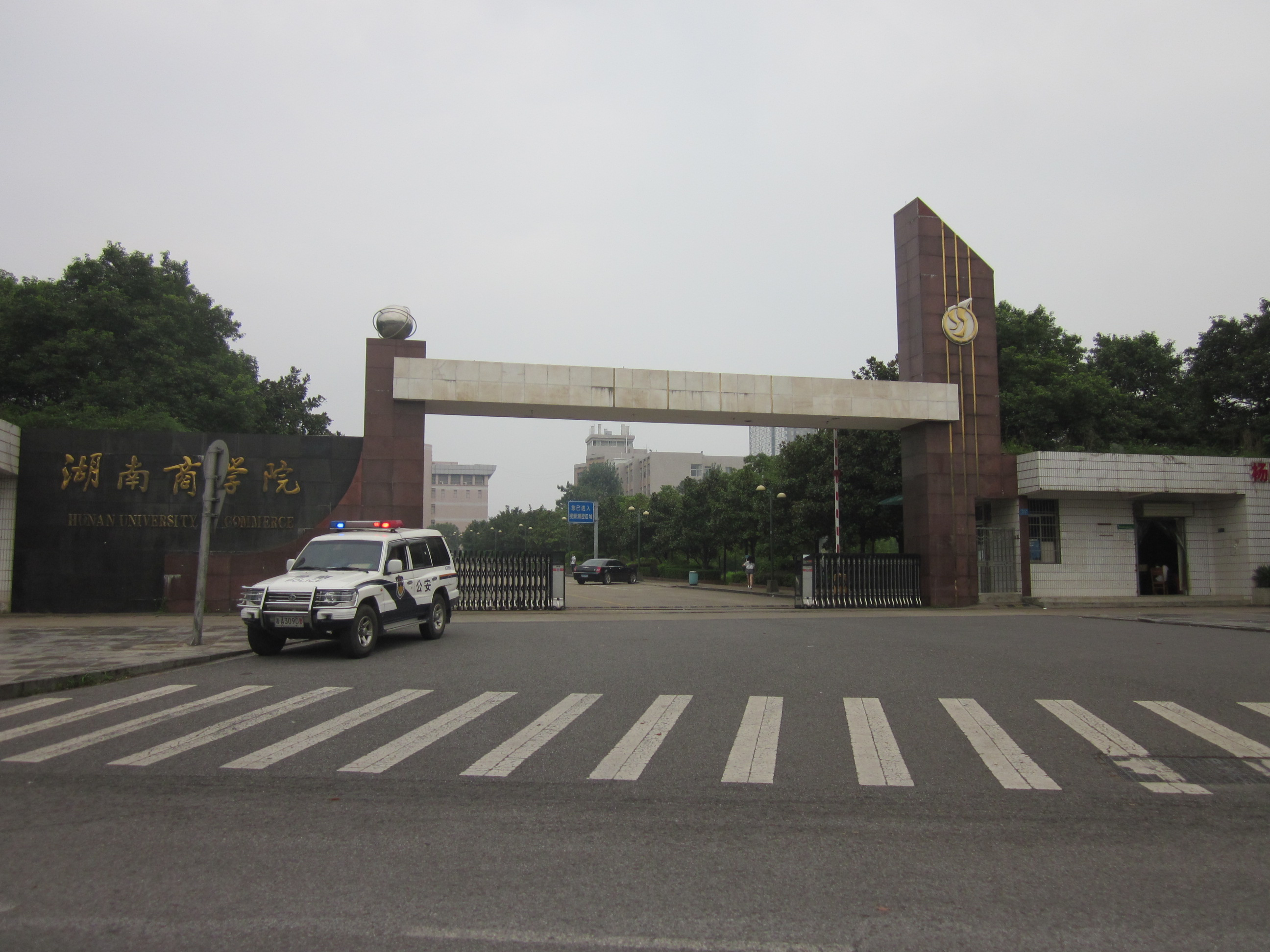
学校大门

1972年成立湖南省商业学校，1973年作为普通中专学校招生。1978年首次招收商业经济专业大专班，成为商业部全国商业重点中专学校。1983年升格为湖南省商业高等专科学校。
1994年，湖南商业高等专科学校与湖南省商业管理干部学院合并成立湖南商学院。
2019年，教育部批复更名为湖南工商大学。
2020年6月，经中华人民共和国教育部批准，湖南工商大学管理的独立学院湖南工商大学北津学院脱离该校管理，并转设为民办本科院校湘潭理工学院，由湖南铭泰教育投资发展有限公司全资持有。

## 院系设置
湖南工商大学有以下学院：

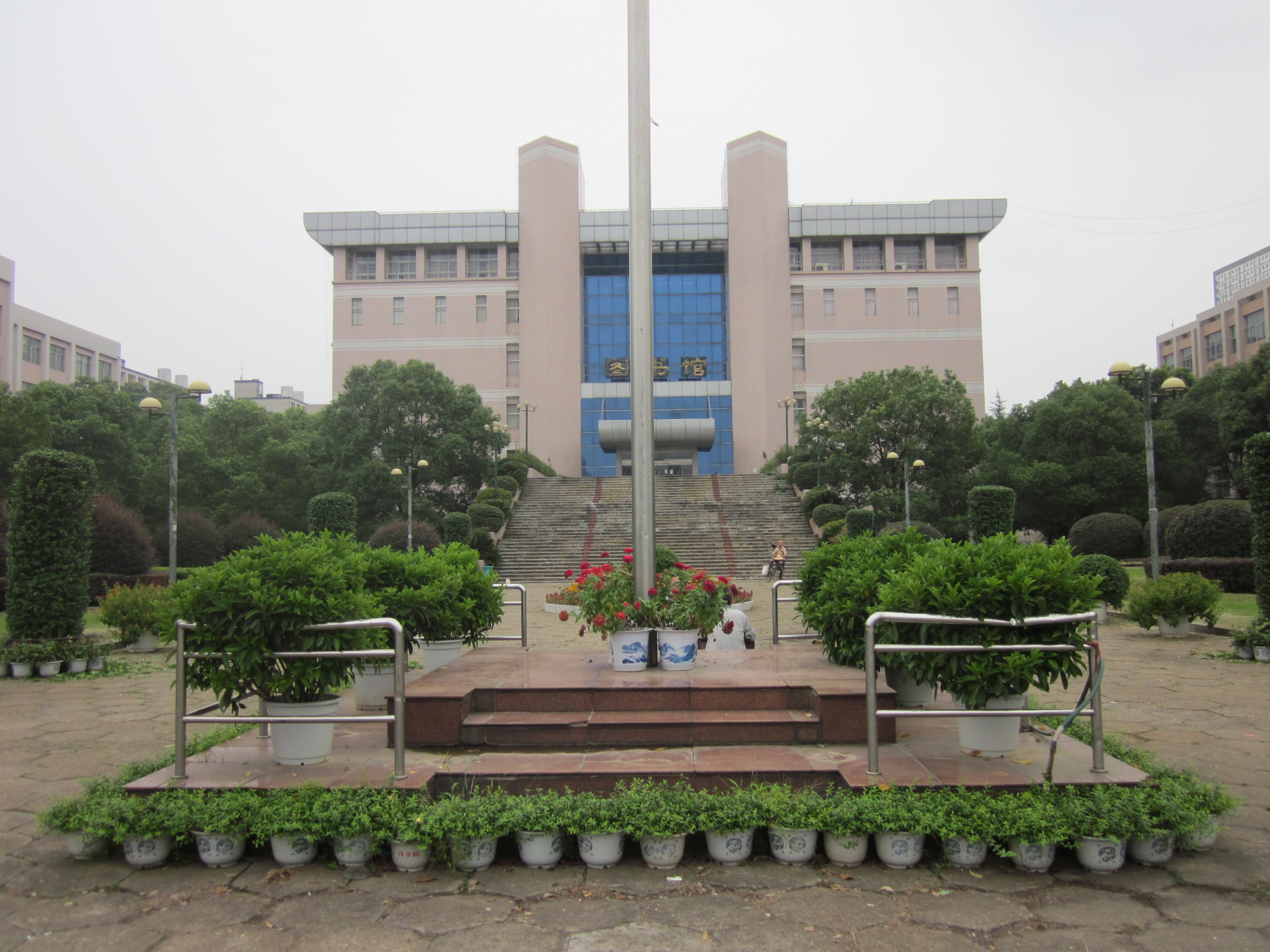
图书馆

- 前沿交叉学院(未来技术学院)、人工智能与先进计算研究院(学院)
- 大数据与互联网创新研究院
- 管理科学与工程研究院
- 微电子与物理学院
- 数字传媒与人文学院
- 经济与贸易学院
- 经济与贸易发展研究院
- 财政金融学院
- 工商管理学院
- 会计学院
- 公共管理与人文地理学院
- 计算机学院
- 智能工程与智能制造学院
- 资源环境学院
- 生态文明与绿色发展研究院
- 理学院
- 法学院(廉政建设协同创新中心)
- 马克思主义学院
- 外国语学院
- 设计艺术学院
- 音乐学院
- 体育与健康学院
- 国际商学院

## 学术声誉
软科中国财经类大学排名第23名，全国百强学科包括设计学、理论经济学、应用经济学、工商管理、法学、管理科学与工程。